# Un genio sul divano
Un genio sul divano (Genie in the House) è una sitcom britannica trasmessa dal canale Nickelodeon.

## Trama
La sitcom parla di un padre vedovo, Philip, e delle sue due figlie adolescenti, Emma e Sophie, che trovano una lampada sul divano della loro nuova casa. Uno strofinio della lampada libera Adil, un apprendista genio proveniente da Balamkadaar che è costretto a vivere nella lampada da 1000 anni. Philip vieta categoricamente ad Adil di usare la magia in casa ma le ragazze e il genio trovano sempre il modo di creare magici problemi.
Lo show è basato su un'idea di Phil Ox, Steven Bawol, Isabelle Dubernet e Eric Fuhrer; ha una co-produzione tra Francia e Gran Bretagna: è infatti prodotta in inglese da "Moi j'aime la televisio", una compagnia francese. Inizialmente il titolo previsto era You Wish! ("Tu desideri!") ma venne usato solo per l'episodio pilot poiché si scoprì che negli USA esisteva già una sitcom omonima.
La sigla dello show è stata scritta appositamente per lo show: la musica è di Jean de Aguiar, il testo è di Kevin Eldon e viene cantata da Vicky Longley e Katie Sheridan.
La prima stagione è stata girata agli Elstree Studios a Borehamwood, Hertfordshire ed è andata in onda per la prima volta il 29 maggio 2006. Le riprese della seconda stagione si sono tenute sempre agli Elstree Studios dal 29 giugno 2007 all'ottobre 2007. Nel giugno 2008 sono iniziate le riprese della terza stagione ai Twickenham Film Studios, Londra.

## Cast
- Jordan Metcalfe: Adil il genio
- Katie Sheridan: Sophie Norton
- Vicky Longley: Emma Norton
- Wayne Morris: Philip Norton
- Angus Kennedy: Max Baxter
- Victoria Gay: Caroline

### Guest Star
- Ellen Lister: Melissa Fox
- Philip Fox: Mr Preston
- Peter Peralta: Ali Baba
- Nicholas Khan: Abadab
- Victoria Gay: Caroline Smart
- Hannah Tointon: Anabell Scott
- Arabella Wier: Peggy
- Theo Fraiser steele: Owen
- Richard Freeman: Dull Hull
- Leyla Pellegrini: Aisha
- Nathan Guy: Principe Otto
- Jessica Ashworth: Shona
- Katy Bartrop: Miss Mayer
- Harry Lloyd: Nev
- Kayleigh Batchelor: componente The Rejects
- Lyneah Johnson: componente The Rejects
- Danielle Mitchell: componente The Rejects
- Eleanor Wild: componente The Rejects
- Johnnie Lyne-Pirkis: Mr. Osterman
- Matthew Leitch: Mamoun
- Olivia Caffrey: Nanette
- David McMullen: Frank
- Georgia Slowe: Bonnie Swift
- Alexander Wilson: Len
- Tom Underwood: La Mamma
- Deborah Alobah: Djamola
- Susan Kyd: Jamilla
- Elizabeth Conboy: Lady Isabella
- Joshua Bowman: Hunk

## Episodi
| Stagione         | Episodi | Prima TV originale | Prima TV Italia |
| ---------------- | ------- | ------------------ | --------------- |
| Prima stagione   | 26      | 2006               | 2008            |
| Seconda stagione | 26      | 2007-2008          | 2008-2010       |
| Terza stagione   | 11      | 2008-2009          |                 |
| Quarta stagione  | 15      | 2009-2010          |                 |